# République aristocratique
Le terme de république aristocratique est un terme polysémique désignant — ou bien étant — une forme de gouvernement où les dirigeants sont composés par des membres de l'aristocratie, c'est-à-dire des couches les plus élevées de la société, ou bien une forme de gouvernement où les dirigeants sont élus par des membres de l'aristocratie.

## Concept

### Une république de la noblesse
Jules-Émile Alaux écrit au XIXe siècle que la république aristocratique est « celle où une classe du peuple, dite noblesse, exerce héréditairement le pouvoir, à l'exclusion des autres classes ».

### Un gouvernement des meilleurs élus
Jean de Sismondi écrit en 1843 que l'aristocratie républicaine est « la concentration du pouvoir entre les mains d'un corps de vieillards choisis comme les plus habiles ». Il considère que ce régime « a toujours présenté [...] un caractère diamétralement opposé à celui de la démocratie ». Il soutient que l'aristocrate ne faisant pas passer son intérêt personnel avant celui de la patrie, présente un « égoïsme national » favorable à son pays.  

### Une forme consubstantielle à la république démocratique
Au XIXe siècle, des penseurs de la gauche révolutionnaire, comme Alexandre Kounitsyne et Pestel, considèrent que toute république est aristocratique dans le sens où, du fait du suffrage, elle exclut une majeure partie du peuple. 
Cette perception est reprise par certaines écoles de la sociologie politique. Bernard Manin soutient dans Les Principes du gouvernement représentatif que toute république est par essence aristocratique, non pas ab initio mais du fait de l'institution de l'élection. Dès lors que des hommes ou femmes politiques sont élus, ils deviennent une aristocratie élective. Tout régime politique crée donc des élites politiques.

## Histoire
Les républiques aristocratiques existent depuis l'Antiquité. À partir du milieu du VIIIe siècle av. J.-C., les monarchies à la tête des cités grecques commencèrent à tomber les unes après les autres, remplacées par des régimes oligarchiques, pouvant être qualifiés de républiques aristocratiques. De la même manière, la République romaine, ayant existé de -509 à -27, ou la République carthaginoise, qui elles aussi succèdent à des régimes monarchiques, peuvent être aussi qualifiées de la sorte. Pour des périodes plus récentes, des exemples de républiques aristocratiques sont la république des Deux Nations en Pologne, la république de Gênes ou celle de Venise en Italie. Le terme est utilisé par Jean Bodin dans les Six Livres de la République pour désigner la république de Venise.
Le XIXe siècle est marqué, en philosophie politique, par des questionnements sur la possibilité d'une adéquation entre république aristocratique et république démocratique. Gabriel Tarde remarque que le caractère républicain de la Suisse n'a pas empêché que les élites issues de l'ancien régime suisse ont pu se perpétuer à travers le gouvernement républicain.  
Certains commentateurs remarquent que la Troisième République crée en France une aristocratie républicaine. Paul Ribot écrit ainsi : « n'y a-t-il pas une aristocratie légitimiste, une aristocratie orléaniste, une aristocratie bonapartiste et, chose plus curieuse, une aristocratie républicaine ? ». Le terme est plus tard utilisé en sociologie pour désigner les familles éminentes de la République française, dont les générations ont été au pouvoir ou ont occupé des postes importants, comme la famille Carnot, la famille Casimir-Perier ou la famille Pelletan.